# Front Patriòtic Kafegn
El Front Patriòtic Kafegn fou un grup armat d'oposició a Etiòpia.
Es va crear als anys vuitanta amb el nom de Grup Kafegn (grup Malcontent), per obra del Derg, amb pagesos amhares i segurament presoners de la Unió Democràtica d'Etiòpia, per lluitar contra el Front d'Alliberament Popular de Tigre a la regió de Gondar, i operava a l'oest del llac Tana. Després de la caiguda del Derg (fugida de Menguistu el 21 de maig de 1991) el grup va subsistir fent aliança amb soldats fidels al govern enderrocat i a membres del Partit Revolucionari Popular Etíop que s'oposaven a l'hegemonia tigrinya, i el maig de 1993 es constata la seva presència al llac Tana; el seu cap era el General Haile Meles, antic oficial del Derg; el govern va fer una campanya per capturar al general a l'est del Gondar, però no ho va aconseguir, però a finals del 1993 va resultar ferit i fou evacuat al Sudan que li va donar asil; la lluita fou de baixa intensitat. El 1994 part de la seva àrea d'operacions va passar a la nova regió de Benishangul-Gumaz i poc després el grup va agafar el nom de Kafegn Patriotic Front. El 1999 el general va rebre asil polític a Nova Zelanda quan el seu moviment estava ja en descomposició i va creuar al Sudan on va rebre suport del govern de Khartum. Es va unir al Front d'Unitat Etíop (Ethiopian Unity Front) juntament amb la Coalició de Forces Democràtiques Etíops i el Moviment Popular democràtic de Benishangul. Més tard, vers el 2005, va ingressar al Front Popular Patriòtic Etíop (Ethiopian People's Patriotic Front EPPF) de tendència amhara i panetíop i que va tenir el suport d'Eritrea i després ja no s'esmenta com a grup separat.